# Sergej Pervušin
Sergej Aleksandrovič Pervušin (in russo Сергей Александрович Первушин?; Gremjačij, 29 marzo 1970) è un allenatore di calcio ed ex calciatore russo, di ruolo attaccante.